# Діма (Біская)
Діма (баск. Dima, ісп. Dima) — муніципалітет в Іспанії, у складі автономної спільноти Країна Басків, у провінції Біская. Населення — 1305 осіб (2009).
Муніципалітет розташований на відстані близько 310 км на північ від Мадрида, 19 км на південний схід від Більбао.
На території муніципалітету розташовані такі населені пункти: (дані про населення за 2009 рік)
- Аростегієта: 56 осіб
- Баргондія: 136 осіб
- Інчаурбіскар: 15 осіб
- Індусі: 97 осіб
- Ламіндао: 54 особи
- Оба: 40 осіб
- Оласабаль: 154 особи
- Угарана: 539 осіб
- Бікаррегі: 214 осіб

## Демографія
Динаміка населення (INE ):

## Галерея зображень

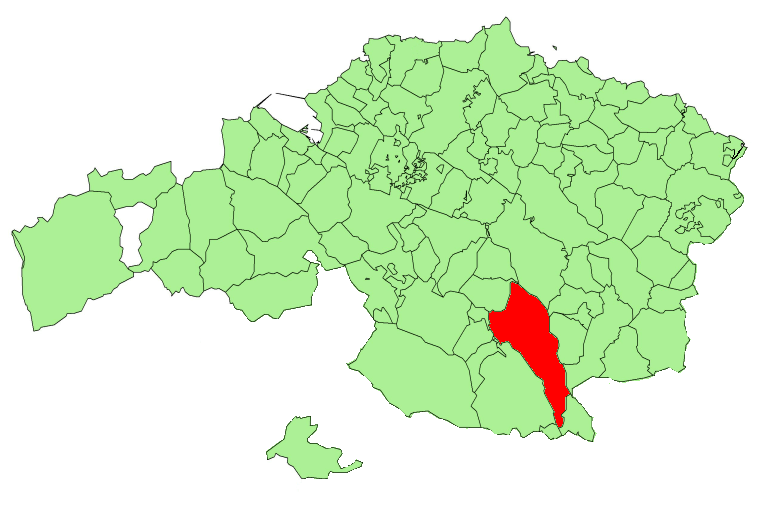
Розташування муніципалітету
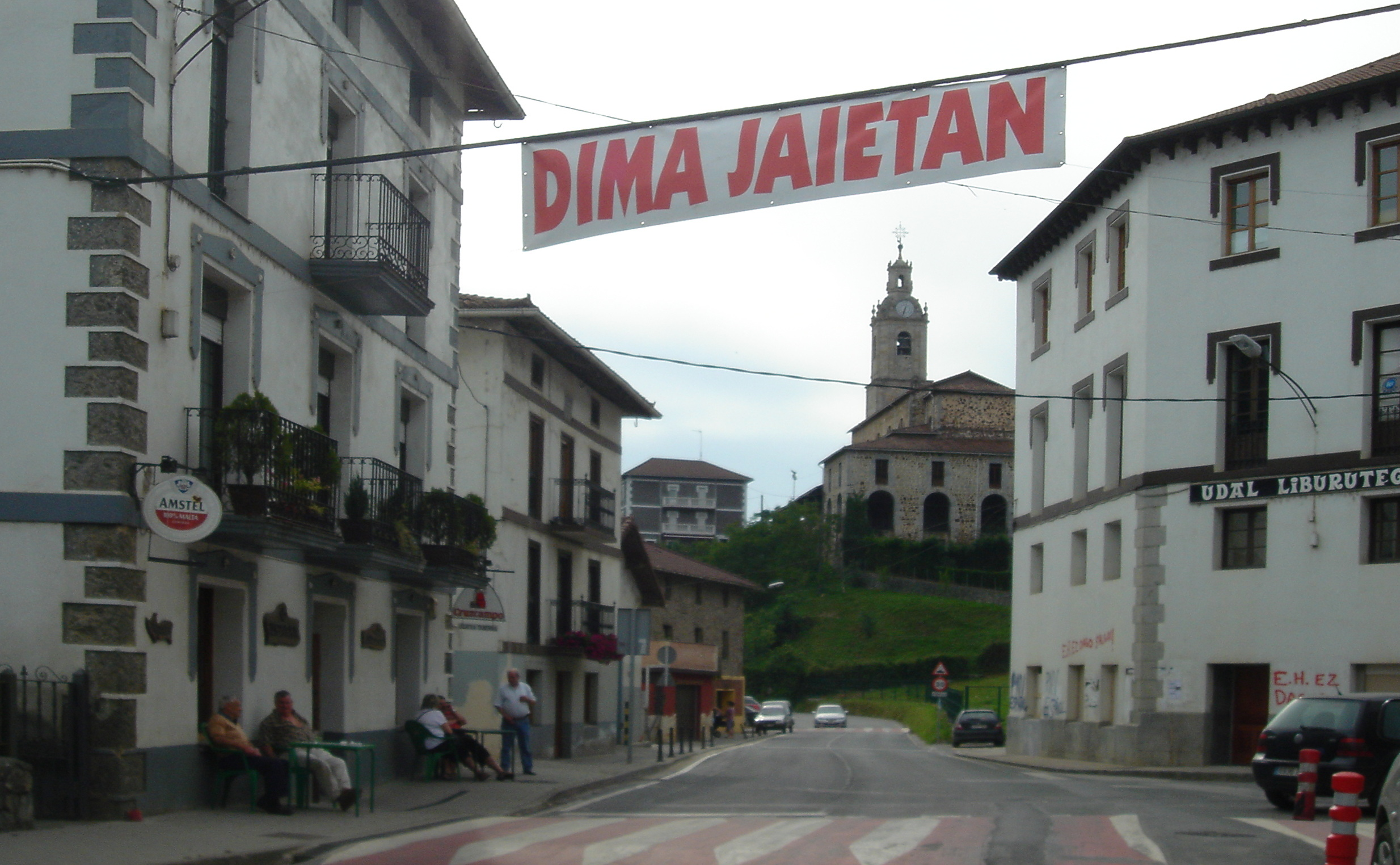
Угарана, Діма
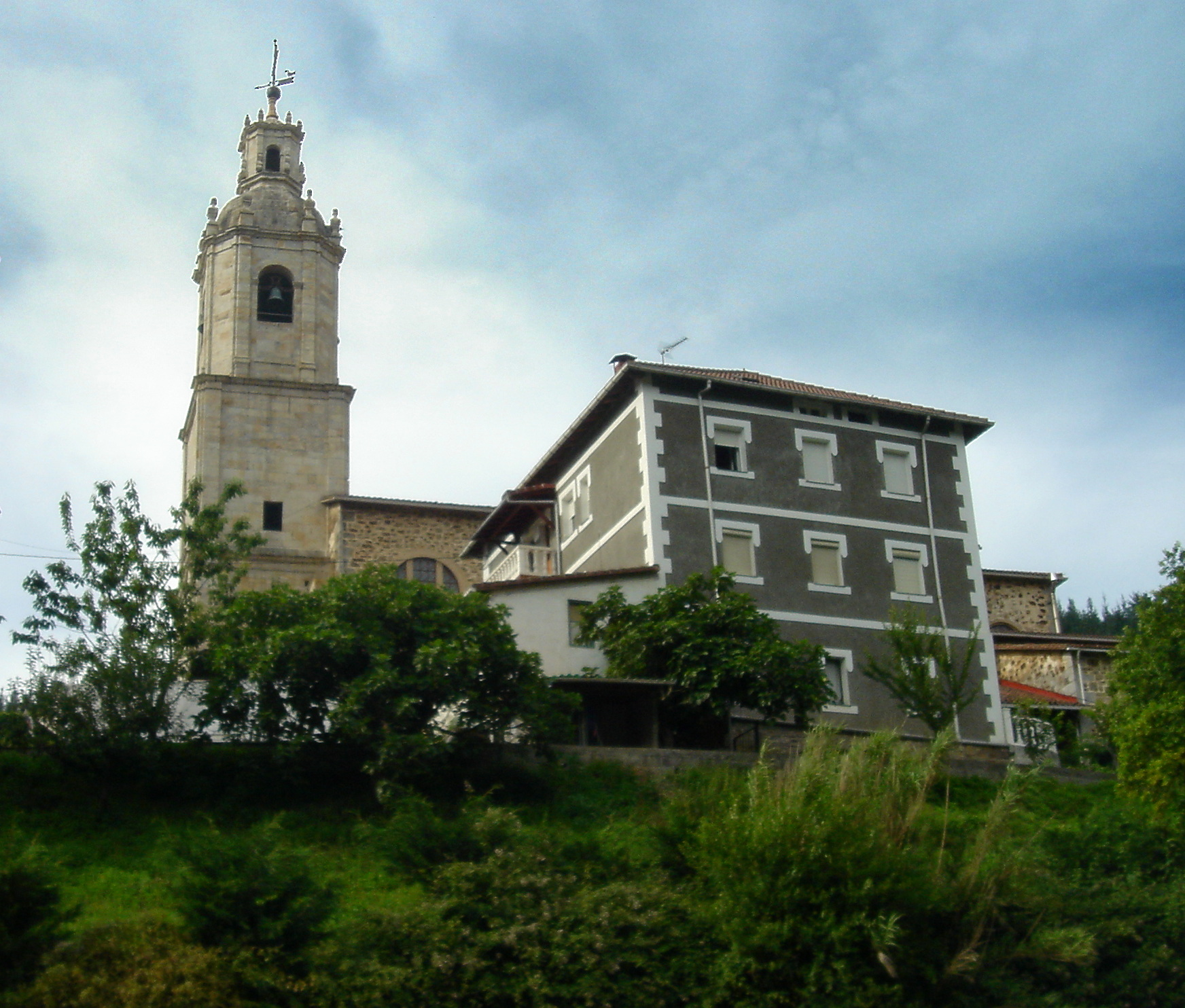
Церква Сан-Педро